# شای-شای
شای-شای (به لاتین: Xai-Xai) یک منطقهٔ مسکونی در موزامبیک است که در استان گازا واقع شده‌است. شای-شای ۱۱۶٬۳۴۳ نفر جمعیت دارد و ۹ متر بالاتر از سطح دریا واقع شده‌است.

## خواهرخوانده
شهر کشکایش خواهرخواندهٔ شای-شای هست.

## نگارخانه

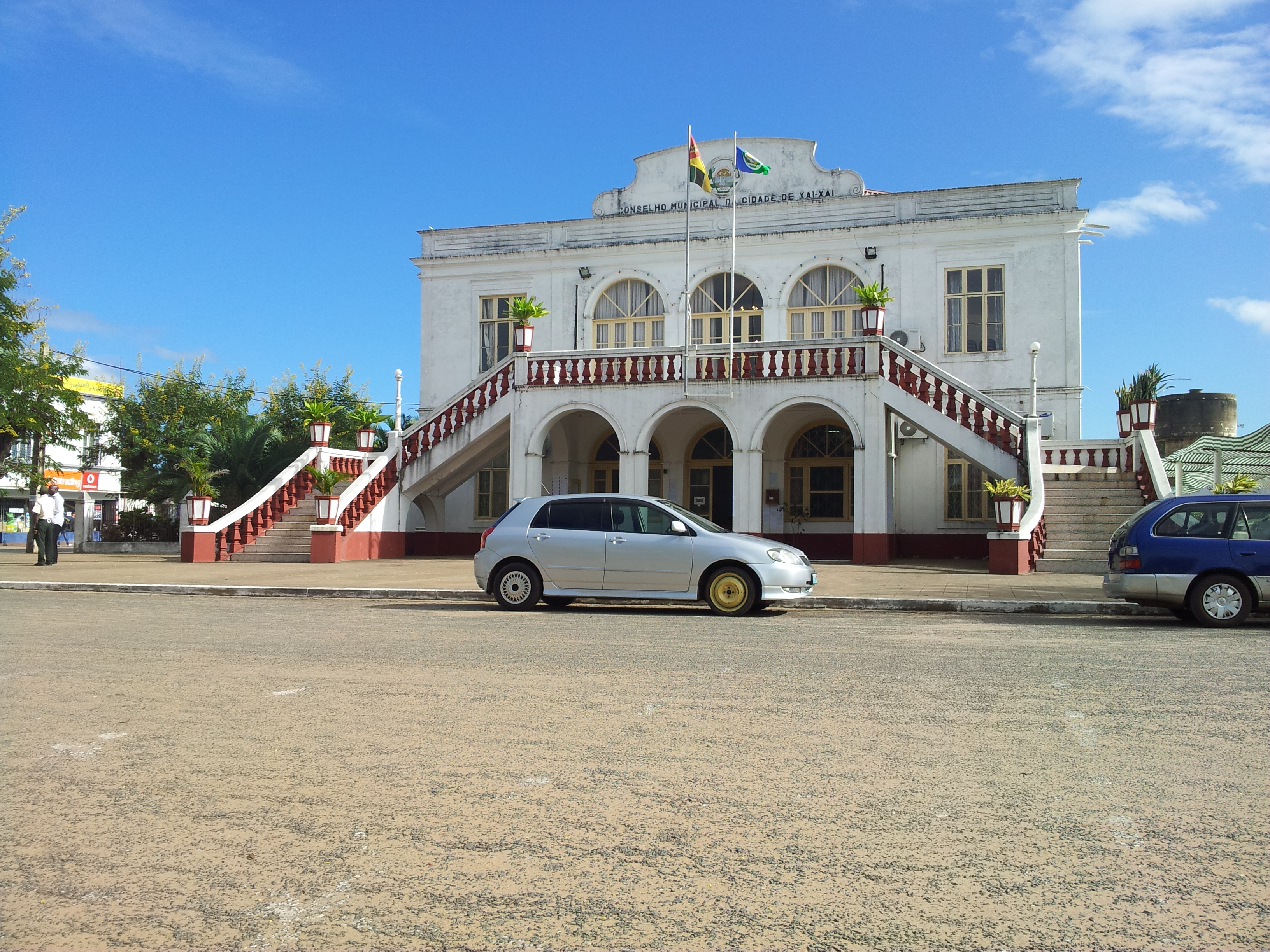
Municipal Council of Xai-Xai
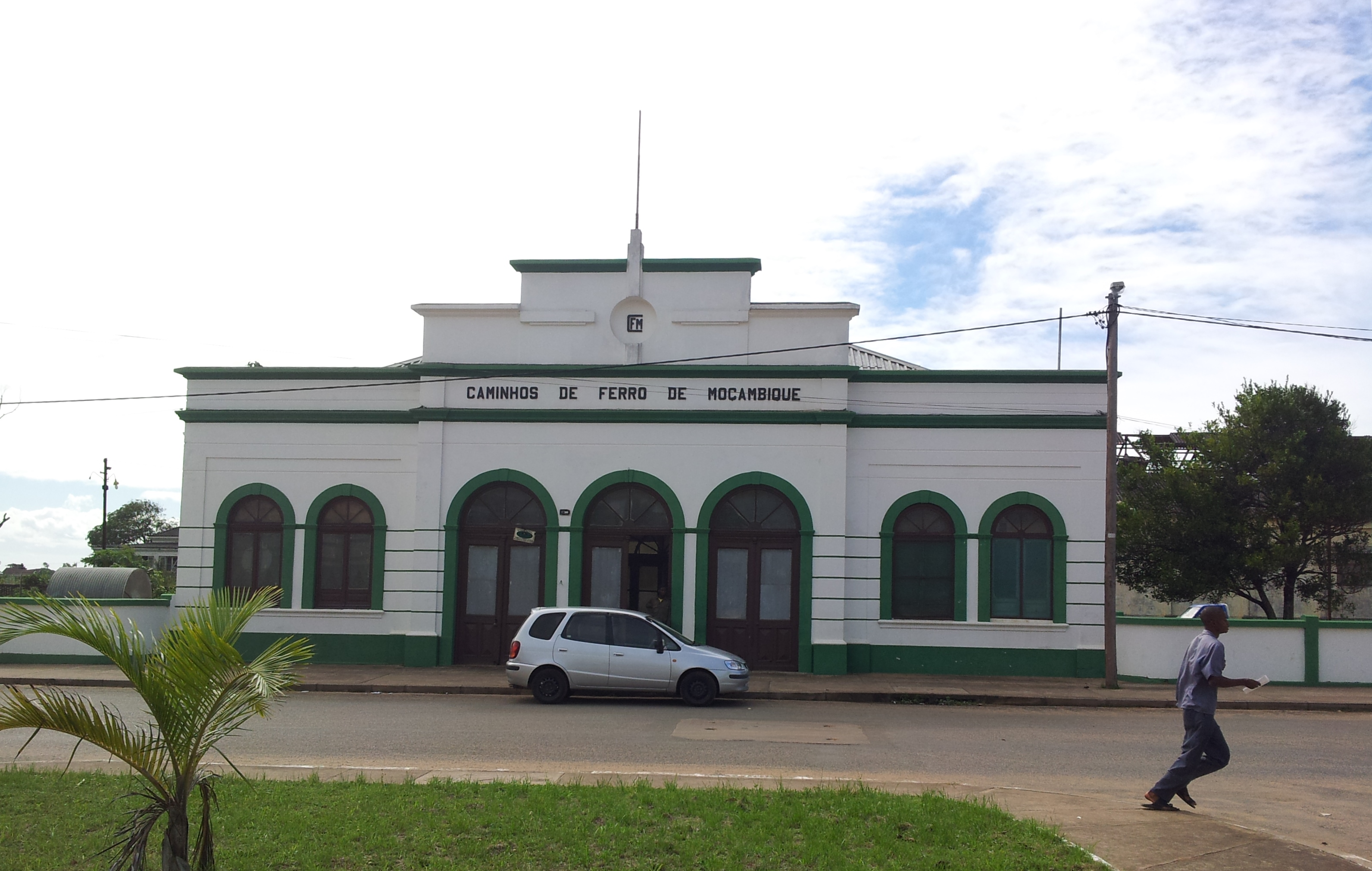
Xai-Xai train station
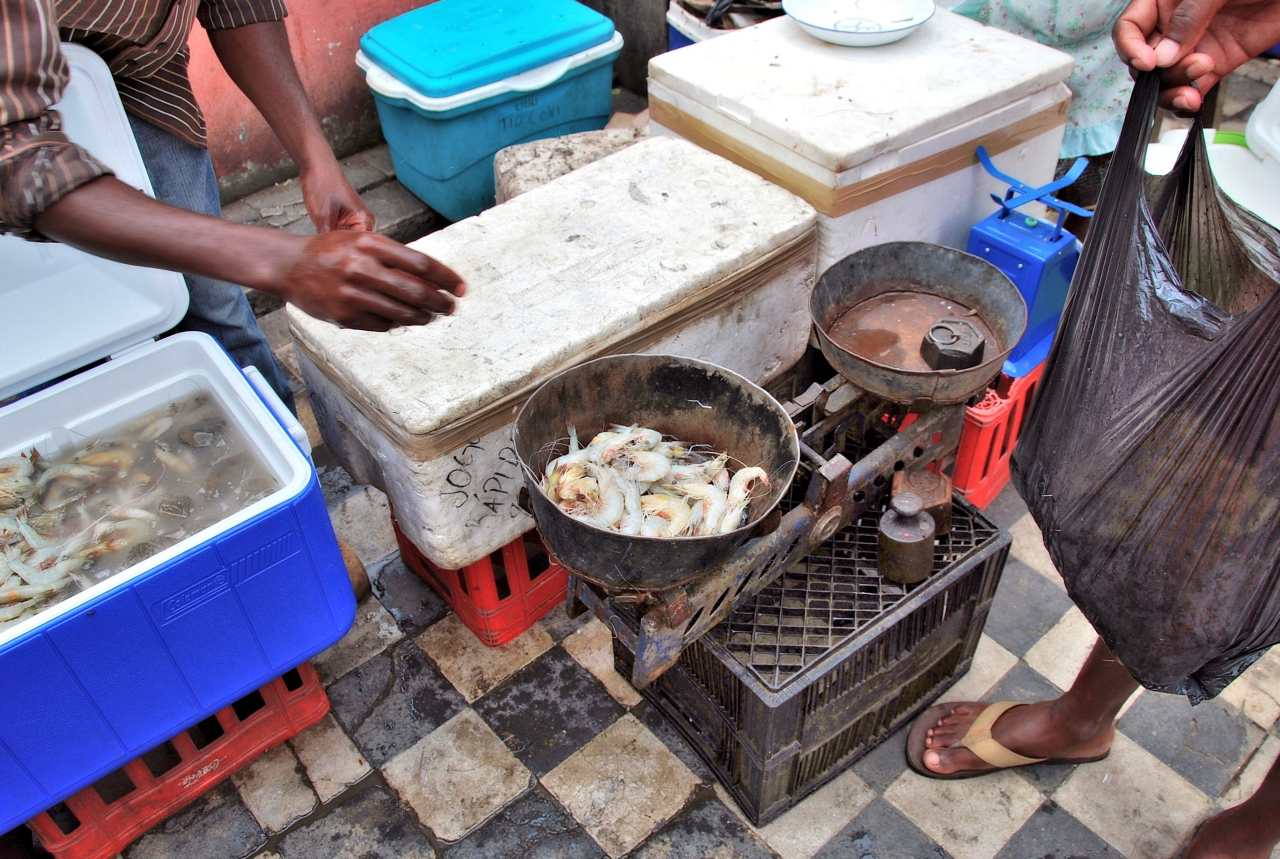
Prawns at Xai-Xai market
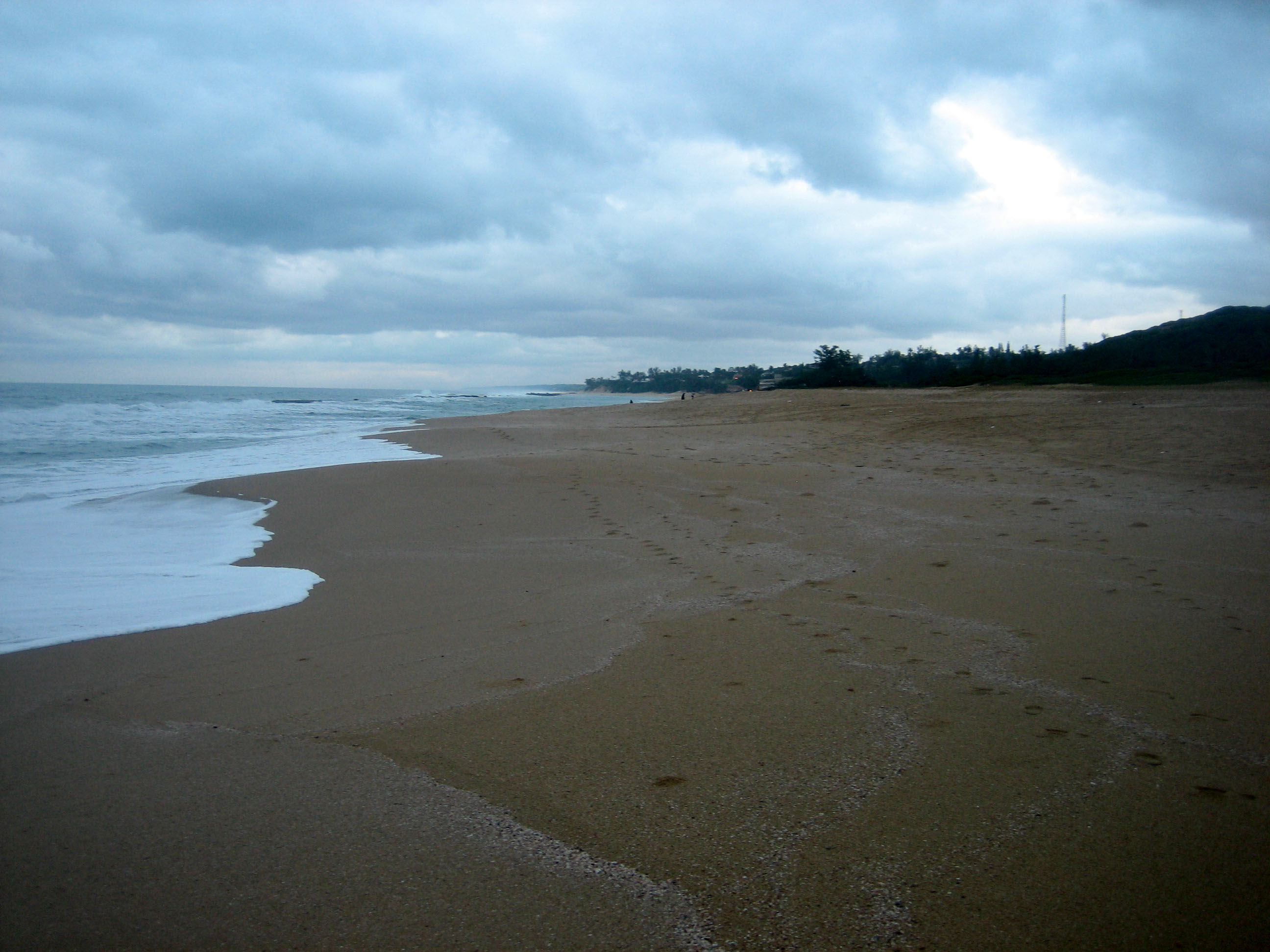